# گوانیینگ، هونان
گوانیینگ، هونان (به لاتین: Guanyinge) یک شهرک در جمهوری خلق چین است که در شهرستان شوپو واقع شده‌است. گوانیینگ ۱۹۲ متر بالاتر از سطح دریا واقع شده‌است.